# Pteronemobius gorochovi
Pteronemobius gorochovi är en insektsart som beskrevs av Sergey Storozhenko 2004. Pteronemobius gorochovi ingår i släktet Pteronemobius och familjen syrsor. Inga underarter finns listade i Catalogue of Life.